# 帕拉伊索 (巴拿马)
帕拉伊索（西班牙語：Paraíso）是巴拿马的一个城镇，位于巴拿马运河北岸。